# Абамза
Абамза́ (рос. Абамза, чув. Упамса) — присілок у складі Батиревського району Чувашії, Росія. Входить до складу Тарханського сільського поселення.
Населення — 503 особи (2010; 567 у 2002).
Національний склад:
- чуваші — 99 %